# Djaafra
Djaafra (em árabe: جعافرة) é uma cidade e comuna localizada na província de Bordj Bou Arreridj, Argélia. Segundo o censo de 2008, a população total da cidade era de 7 998 habitantes.